# Эван-Томас, Хью
Сэр Хью Эван-Томас (англ. Hugh Evan-Thomas; 27 октября 1862, Гламорган — 30 августа 1928, Бедфордшир) — британский морской офицер, адмирал.

## Биография
Родился в графстве Гламорган 1862 году в семье Чарльза Эвана-Томаса.
В возрасте 15 лет начал свою морскую карьеру морским кадетом на учебном корабле HMS Britannia. Во время этой морской службы он познакомился с принцем Георгом - будущим королем Англии Георгом V и с его старшим братом Альбертом.
В 1878, в феврале был направлен на батарейный броненосец HMS Swiftsure (1870), который нёс службу в составе Средиземноморского флота. А в июле того же года Эван-Томас вместе с одним офицером был арестован русскими на берегу полуострова Галлиполи, вблизи которого стоял броненосец. Вскоре оба они были освобождены. В августе его направили на башенный броненосец HMC Monarch под командованием Элджернона Лайонса.
В 1879 он стал членом команды HMS Bacchante и совершил три путешествия: первое из Средиземного моря в Вест-Индию, второе из Испании в Ирландию, третье кругосветное.
В июне 1881 года он стал старшим мичманом и постоянным спутником принцев в поездках на берег. Они включали поездки верхом, стрельбу, посещения золотых приисков и других достопримечательностей, а также визит императора в Японию. Весной 1882 года HMS Bacchante вернулся в Средиземное море через Суэцкий канал и остановился, чтобы навестить дядю принцев, короля Греции Георга I.
6 июня 1882 года Эван-Томас покинул корабль, чтобы вернуться домой, получив звание младшего лейтенанта.
Эван-Томас провел семь месяцев в Королевском военно-морском колледже в Гринвиче на курсах подготовки лейтенантов, где он подружился с лейтенантом Джоном Джеллико (впоследствии Первым морским лордом и командующим британским флотом во время Первой мировой войны).
Затем он посещал артиллерийские курсы на HMS Excellent вблизи Портсмута.
Эван-Томас продолжал писать принцам в течение 1883 года, посещая принца Альберта в Сандрингеме и в Тринити-колледже.
В 1883 году он был произведен в лейтенанты.
21 января 1892 его перевели на королевскую яхту HMY Osborne по просьбе принца Георга. 
В июле 1912 произведен в контр-адмиралы.
Во время Первой мировой был назначен командиром 5-й эскадры линкоров (октябрь 1915 года), вместе с которой участвовал в Ютландском сражении. 1 октября 1918 года Эван-Томас сдал командование 5-й эскадрой контр-адмиралу Артуру Левенсону.
Стал начальником базы флота в Норе в 1921 году. Вышел в отставку в 1924 году. В 1928 скончался в возрасте 65 лет.